# ورم مصلي
الأورام المصلية (بالإنجليزية: Serous tumor)‏ هي أورام تُعَد جزءًا من مجموعة الأورام السدوية الظهارية السطحية من الأورام المبيضية المستمدة من ظهارة ميلر، وهي أورام شائعة ذات ميل قوي إلى الحدوث بشكل ثنائي، وتمثل ما يقرب من ربع جميع أورام المبيض.

## درجة منخفضة
يشتمل تصنيف الأورام المصلية «بدرجة منخفضة» على أورام حميدة وحدِّية بالإضافة إلى أورام خبيثة منخفضة الدرجة، وتتميز الأورام الخطيرة الحميدة عن الأورام الحدِّية بغياب التقسيم الطبقي الخلوي، كما أن الغزو اللحمي يميز الأورام الحدية عن الأورام الخبيثة منخفضة الدرجة، وتكون الجراحة هي الشافية للأورام الحميدة وربما شافية للأورام منخفضة الدرجة الأخرى.
تشمل الأورام المصلية الحميدة الأورام الغدية الكيسية المصلية والأورام الغدية الليفية الكيسية والأورام الليفية الغدية، وتكون الأورام الحميدة والحدية وحيدة المسكن غالبًا، وتحتوي الأورام الحميدة على سائل واضح ولها بطانة ناعمة تتكون من الخلايا الظهارية العمودية مع أهداب، وعند الفحص الإجمالي قد يظهر الورم المصلي إما آفة كيسيية حيث يتم احتواء الظهارة الحليمية في عدد قليل من الحويصلات الليفية المحوطة، أو قد تكون البروزات الحليمية بعيدة عن ظهارة السطح.
في الآفات الحدية تصطف الكيس أو السطح بهياكل حليمية غالباً ما تكون معقدة للغاية، ومجهريًا يتم تغطية الحليمات اللحمية بالخلايا الظهارية غير النمطية لكن الغزو اللحمي يكون غير موجود بينما يتواجد التطبق النووي، ما يقرب من 15% من الأورام المصلية هي الأورام الحدية.
في الأورام الحدية والسرطانات منخفضة الدرجة غالبًا ما توجد أجسام رملية، وتُعد السرطانة الرمية المصلية هي أحد أنواع الدرجة المنخفضة التي توجد بها أجسام أورم رملية ضخمة.

## درجة عالية
غالبًا ما تتضمن الأورام المصلية عالية الدرجة كلا المبيضين، وتكون الأورام صلبة وكيسية مع نزيف ونخر، كما تكون غير متجانسة شكليًا، غالبًا ما تحتوي السرطانات المصلية على انبثاثات ضخمة الحجم في كل من الغشاء البريتوني والثرب الكبير، وهي تنتشر إلى الغدد الليمفاوية بصورة متكررة.
مما لا يثير الدهشة، أن البقاء لمدة 5 سنوات يتناقص مع زيادة المرحلة؛ هناك 25% معدل البقاء على قيد الحياة مع المرحلة الثالثة للسرطان المصلي. التدريج:
- المرحلة الأولى: نمو الورم يقتصر على المبايض.
- المرحلة الثانية: نمو الورم الذي يشمل مبيض واحد أو كليهما مع تمدد الحوض.
- المرحلة الثالثة: الورم الذي يشمل أحد المبيضين أو كليهما ويزرع خارج الحوض
- المرحلة الرابعة: ورم يتضمن أحد أو كلا المبيضين مع وجود انبثاث بعيد.

## علم الأوبئة
25% من أورام المبيض و 40% من أورام المبيض الخبيثة هي أورام مصلية، وقد تم تحديد تاريخ الأسرة وعدم الولادة كعوامل خطر للمرض.